# Campeonato de Portugal de 1923–24
O Campeonato de Portugal de 1923–24 foi a 3ª edição do Campeonato de Portugal. O Olhanense venceu esta edição.

## Participantes
- Algarve: Olhanense
- Braga: SC Braga
- Coimbra: Académica de Coimbra
- Madeira: CS Marítimo
- Porto: FC Porto
- Portalegre: União Portalegrense
- Santarém: SC Tomar
- Lisboa: Vitória de Setúbal
- Viana do Castelo: SC Vianense

## 1ª Eliminatória
| Vencedor            | Resultado | Vencido           |
| ------------------- | --------- | ----------------- |
| FC Porto            | 3–2       | Académica         |
| Olhanense           | 1–0       | V. Setúbal        |
| União Portalegrense | 0–9       | Sporting de Tomar |
| Vianense            | 2–0       | Braga             |

## 2ª Eliminatória
| Vencedor  | Resultado | Vencido  |
| --------- | --------- | -------- |
| Olhanense | 5–1       | Marítimo |

## Meias-finais
| Vencedor  | Resultado | Vencido           |
| --------- | --------- | ----------------- |
| Vianense  | 1–3       | FC Porto          |
| Olhanense | 6–0       | Sporting de Tomar |

## Final
| 8 de junho de 1924 | Olhanense                                                | 4 – 2     | FC Porto                   | Estádio do Campo Grande, Lisboa |
|                    | Delfim 3' · Tamanqueiro 40' (gp) · Gralho 67' · Belo 85' | Relatório | Hall 15' · Bastos 17' (gp) | Árbitro: Germano Vasconcelos    |

| Olhanense | Porto |

| Olhanense:  |  |                      |
|             |  |                      |
| G           |  | Carlos Martins       |
| D           |  | Américo              |
| D           |  | Falcate              |
| M           |  | Fausto Peres         |
| M           |  | Tamanqueiro          |
| M           |  | Francisco Montenegro |
| A           |  | Cassiano             |
| A           |  | Belo                 |
| A           |  | Joaquim Gralho       |
| A           |  | Delfim               |
| A           |  | Júlio Costa (c)      |
| Treinador:  |  |                      |
| Júlio Costa |  |                      |

|             |  |                      |  |
| FC Porto:   |  |                      |  |
|             |  |                      |  |
| G           |  | Borges Avelar        |  |
| D           |  | Álvaro Coelho        |  |
| D           |  | Tavares Bastos       |  |
| M           |  | Coelho da Costa      |  |
| M           |  | Velez Carneiro       |  |
| M           |  | Floreano Pereira (c) |  |
| A           |  | Alexandre Cal        |  |
| A           |  | Augusto Freire       |  |
| A           |  | Simplício            |  |
| A           |  | Norman Hall          |  |
| A           |  | João Nunes           |  |
| Treinador:  |  |                      |  |
| Akos Tezler |  |                      |  |

|  |